# Ragnhild Agger
Ragnhild Agger (født Pilgaard, 25. januar 1918 i Torrild, død 3. december 2017) var en dansk forfatter.

## Biografi
Agger voksede op på en lille gård, som ejedes af forældrene Carl Pilgaard og Anna Johanne Hansen, der gik fallit under landbrugskrisen.
Hun gik i landsbyskolen. Læsningen foregik om natten, inden hun skulle op og malke køerne. Hun stoppede på skolen som 14-årig, hvorefter hun kom ud og tjene. I de næste otte år var hun husassistent forskellige steder i Jylland, en tilværelse hun senere beskrev i bogen Pladser fra 1973.
I 1940 blev hun gravid og derfor gift. Hun var hjemmegående til børnene flyttede hjemmefra i 1960'erne, hvilket markerede hendes forfatterskabs begyndelse.

## Forfatterskab
Agger debuterede i 1971 med den selvbiografiske roman Pigen under pseudonymet Rigmor Hansen , efterfulgt af Pladser, 1973, og Parret, 1978, er realistiske fortællinger med lyriske passager og ind imellem knappe prosabilleder.
Gennem sit forfatterskab var Ragnhild Agger med til at sætte sit præg på 1970'erne og 1980'ernes socialrealistiske bølge og gav stemme til de tavse og undertrykte kvinder.

## Stil
I værkerne reflekterer kvinder over deres liv i en søgen efter identitet og frigørelse.

## Hædersbevisninger
- 1986: Statens Kunstfond for romanen Tågelandet.[8]
- 1999: "Knud Nissen legatet"[8] - "for et langt og intenst forfatterskab"